# کارکاره
کارکاره (به ایتالیایی: Carcare) یک کومونه در ایتالیا است که در استان ساونا واقع شده‌است.

## خصوصیات
کارکاره ۱۰٫۴ کیلومترمربع مساحت و ۵٬۶۸۸ نفر جمعیت دارد.